# C. F. D. 모울
찰스 프란시스 딕비 모울 (Charles Francis Digby "Charlie" Moule CBE FBA, 1908년 12월 3일 - 2007년 9월 30일) 은 일반적 C.F.D. 모울이라고 불리며, 영국 성공회 사제이자 신학자였다. 그는 신약신학 분야의 유명한 학자였다. 25동안 케임브리지 대학교 신학부 래디 마가렛 교수였다.

## 같이 보기
- 제임스 던